# Macromitrium pilicalyx
Macromitrium pilicalyx är en bladmossart som beskrevs av Hugh Neville Dixon och Edwin Bunting Bartram 1948. Macromitrium pilicalyx ingår i släktet Macromitrium och familjen Orthotrichaceae. Inga underarter finns listade i Catalogue of Life.